# Sonja Lindblom
Sonja Birgitta Lindblom, född 4 juni 1974 i Arvidsjaur, är en svensk skådespelare.

## Biografi
Lindblom studerade vid Teaterhögskolan i Malmö 1999–2003. Hon har sedan 2007 varit engagerad vid den fria teatergruppen Teater 23 i Malmö, där hon bland annat har spelat Hedvig i Henrik Ibsens Vildanden.
Sonja Lindblom har på senare år verkat i andra teatersammanhang såsom i Teater Dictat, med uppsättningen Sonja och Johan berättar den hiskeliga historien om Titus Andronicus av William Shakespeare, och på Helsingborgs stadsteater med Den besynnerliga händelsen med hunden om natten.

## Filmografi
- 2004 – Sagan om Skade (kortfilm)
- 2009 – Ingen vill komma på Jerrys barnkalas (kortfilm)
- 2013 – Ömheten
- 2016 – Skolan (TV-serie)

## Teater

### Roller (ej komplett)
| År   | Roll               | Produktion                                                                     | Regi              | Teater                   |
| ---- | ------------------ | ------------------------------------------------------------------------------ | ----------------- | ------------------------ |
| 2001 | Kollega            | En dåres anteckningar Nikolaj Gogol                                            | Petra Berg-Holbek | Stockholms stadsteater   |
| 2015 |                    | Den besynnerliga händelsen med hunden om natten Mark Haddon                    | Moqi Simon Trolin | Helsingborgs stadsteater |
| 2021 |                    | Frihet, jämlikhet och nalta tro Gunnar Eklund, Bobo Lundén och Tora von Platen | Anna Söderling    | Västerbottensteatern     |
| 2021 | Josefina Markström | Musikanternas uttåg Per Olov Enquist                                           | Bobo Lundén       | Västerbottensteatern     |